# Rafał Łuszczewski
Rafał Aleksander Łuszczewski, sygnowany również jako Rafał A. Łuszczewski, Raphael Alexandre Lustchevsky (ur. 1979) – polski pianista, chopinista, pedagog, propagator muzyki Fryderyka Chopina na świecie, m.in. inicjator i współorganizator konkursów chopinowskich w krajach Ameryki Południowej (Peru i Ekwador).

## Życiorys
W wieku 16 lat debiutował na estradach świata w towarzystwie Tokyo Symphony Orchestra. Od 2001 r. jest wpisany jako Artysta Steinwaya na prestiżową listę pianistów „The Steinway & Sons Artists’ Roster” w Nowym Jorku.
Początkowo kształcił się w Państwowej Szkole Muzycznej I i II st. im. F. Chopina w Opolu, pod kierunkiem Krystyny Mąkowej i Celiny Hellerowej. Studia muzyczne w Akademii Muzycznej im. K. Szymanowskiego w Katowicach pod kierunkiem prof. Andrzeja Jasińskiego (dyplom z wyróżnieniem w 1999 roku) oraz w Wyższej Szkole Muzycznej im. F. Liszta w Weimarze pod kierunkiem prof. Lazara Bermana (dyplom w 2001 roku). Jego nauczycielem i mentorem był również Alexis Weissenberg.
Został laureatem nagród ogólnopolskich oraz międzynarodowych konkursów pianistycznych, w tym m.in. Ogólnopolskiego Konkursu Pianistycznego im. Fryderyka Chopina w Warszawie (organizowanego przez Towarzystwo im. Fryderyka Chopina), Międzynarodowego Konkursu Pianistycznego w Ettlingen, Międzynarodowego Konkursu Pianistycznego w Bremie, Międzynarodowego Konkursu Pianistycznego im. Klary Schumann w Düsseldorfie, Międzynarodowego Konkursu Muzycznego im. Marii Canals w Barcelonie, Międzynarodowego Konkursu Muzycznego Dr. Luis Sigall w Viña del Mar, Międzynarodowego Konkursu Pianistycznego im. Dinu Lipattiego pod patronatem UNESCO w Bukareszcie. W uznaniu dokonań artystycznych wielokrotnie otrzymał stypendium Ministra Kultury i Sztuki RP. Był również stypendystą DAAD.
Od początku działalności koncertowej, Rafał Łuszczewski umieszczał w swoim repertuarze dzieła polskich kompozytorów – oprócz Fryderyka Chopina także Ignacego J. Paderewskiego, Grażyny Bacewicz, Karola Szymanowskiego. Polski kompozytor Krzesimir Dębski zadedykował mu swój Koncert Fortepianowy "Czeczeński", którego premierowe wykonanie odbyło się na Festiwalu Pianistyki Polskiej w Słupsku. Na 150-lecie śmierci Fryderyka Chopina, wraz z orkiestrą Filharmonii Narodów z Hamburga pd. Justusa Frantza zarejestrował Koncert fortepianowy e-moll op.11 F. Chopina jako część projektu pn. Hommage à Frédéric Chopin (Hołd dla Chopina) zrealizowanego przez Montblanc. Z okazji 800-lecia miasta Opola wraz z muzykami Filharmonii im. J.Elsnera w Opolu nagrał dzieła kameralne Józefa Elsnera i Emanuela Kani (kompozytorzy urodzeni w regionie Opolszczyzny).
Koncertował w większości krajów Europy, Azji, obu Ameryk, a ponadto w Australii, Nowej Zelandii, RPA i na Bliskim Wschodzie. Współpracował m.in. z takimi dyrygentami jak  Horia Andreescu, Pavel Baleff,  Łukasz Borowicz, Osvaldo Colarusso, Leslie B. Dunner, Achim Fiedler, Hiroyuki Iwaki, Chosei Komatsu, Nicolas Krauze, Wojciech Michniewski, Norton Morozowicz, Marek Pijarowski, Francisco Rettig, Federico Garcia Vigil, Simon Wright, Oleg Zverev.
W październiku 2018 roku wykonał koncert z okazji 100-lecia Niepodległości Polski w Wielkiej Sali Zgromadzeń w Pałacu Narodów (Palais des Nations) ONZ w Genewie, z towarzyszeniem orkiestry symfonicznej Uniwersytetu Chopina w Warszawie pod dyrekcją Grzegorza Nowaka.

## Dyskografia
źródło

### Albumy autorskie
- 2019: Chopin Ballades (Dux Recording Producers, DUX 1627)[3]
- 2017: Polish Chamber Music (Dux Recording Producers, DUX 1352)[4][5]
- 2015: Fryderyk Chopin Live (Dux Recording Producers, DUX 1240)[6]
- 2010: Dancing in Blue (Dux Recording Producers, DUX 0745)[7][8]
- 2003: Swiss October (Anber Classics)
- 2001: Beethoven Emperor (Anber Classics ACCD-101)
- 1999: Hommage à Frédéric Chopin (Montblanc MB-004)
- 1997: Chopin (Polskie Radio S.A. PRCD-051)
- 1991: A Portrait of Rafał Łuszczewski (Pony Canyon Inc. PCCL-00124)

### Inne albumy
- 2004: Modern Classics from Poland Vol.II (Si Music Ltd., SIMUSIC 003)
- 2001: Sonderkonzert für die Jugend der Innerschweiz (Labor GA Zurich)